# 石光豊
石光 豊（いしみつ ゆたか、1943年1月10日 - ）は、日本の元俳優。

## 人物
劇団現代、優企画に所属していた。
1970年代、テレビドラマを中心に活動。
1976年、『バトルホーク』に紅鬼大人役でレギュラー出演。第10話まで出演し、第25話に再出演した。

## 出演作品

### テレビドラマ

#### NHK
- ナタを追え（1970年）
- 大河ドラマ
  - 新・平家物語 第5話（1972年） - 乗円坊
  - 黄金の日日（1978年） - 水夫頭
  - 草燃える 第3話「二人義経」（1979年） - 盗賊
  - 峠の群像 第14話「遺恨覚えたか」（1982年） - 供侍
  - 徳川家康（1983年） - 僧侶
  - 徳川慶喜（1998年） - 矢田堀讃岐守鴻
- 赤ひげ 第19話「ひとり」（1973年）
- 土曜ドラマ
  - 紅い花（1976年）
  - 松本清張シリーズ・一年半待て（1978年） - 工員
- 銀河テレビ小説 / 鳥獣の寺 第5話（1979年）
- 連続テレビ小説 / ひまわり 第125話（1996年）

#### 日本テレビ
- 太陽にほえろ!
  - 第67話「オリの中の刑事」（1973年）
  - 第313話「真夏の悪夢」（1978年）
- 水滸伝 第8話「青州の妖精」（1973年） - 木樵り
- ダイヤモンド・アイ 第17話「ケロキャットの大勝負」（1974年） - マッド（モージンガー）
- 少年探偵団 (BD7) 第3・4話「影に笑う怪人 1・2」（1975年） - 大林
- 大都会 闘いの日々 第25話「アバンチュール」（1976年）
- 大追跡（1978年）
  - 第7話「札束と赤いバラ」
  - 第25話「横浜コネクション」

#### TBS
- ブラザー劇場 / 刑事くん
  - 第1部 第36話「湖より愛をこめて」（1972年）
  - 第2部 第36話「愛と憎しみの彼方に」（1973年）
- ウルトラマンタロウ 第11話「血を吸う花は少女の精」（1973年） - 警官 ※ノンクレジット
- 夜明けの刑事 第20話「ウソからでたマコト」（1975年）
- 赤い絆 第12話「ふたりだけの結婚」（1978年）
- 青春の門 第二部「自立編」 第18話（1978年）
- 花王愛の劇場
  - 転落の詩集（1978年）
  - 流れる星は生きている（1982年）

#### フジテレビ
- 一心太助 第6話「白魚献上」（1971年）
- おらんだ左近事件帖 第24話「心に傷を持つ女」（1972年） - 職人
- 逢えるかも知れない 第4話（1976年）
- 大空港 第11話「海外ロケ篇第一弾! ラインの追跡」（1978年）
- 江戸の激斗 第21話「日蔭の花を救え」（1979年）

#### テレビ朝日
- 特別機動捜査隊
  - 第549話「太陽が欲しい」（1972年） - 反対派
  - 第592話「霧の中の焼死体」（1973年） - 仲辻
  - 第696話「ある女教師の場合」（1975年） - 井上
- 緊急指令10-4・10-10 第6話「アマゾンの吸血鬼」（1972年） - 男
- 荒野の素浪人 第1シリーズ 第38話「来襲 死の虚無僧集団」（1972年）
- ジャンボーグA 第22話「パット全滅作戦!!」（1973年） - 寿司屋 ※ノンクレジット
- 荒野の用心棒 第13話「必殺の剣が地平線に甦って…」（1973年）
- テレビスター劇場 / 華麗なる一族（1974年）
- ザ★ゴリラ7 第9話「必殺! 青きドラゴン」（1975年）
- 破れ傘刀舟悪人狩り（1976年）
  - 第75話「裏切りの慕情」
  - 第102話「仏像を抱く女」
- 達磨大助事件帳 第21話「還って来た幸福」（1978年）
- 若さま侍捕物帳 第5話「参上!! 地獄花」（1978年） - 茶坊主
- 特捜最前線 第110話「列車大爆破0秒前!」（1979年）

#### 東京12チャンネル
- 女殺し屋 花笠お竜 第7話「合言葉は忠治好みの女」（1969年）
- バトルホーク - 紅鬼大人
  - 第1話「闘人どくろ鎌」 - 第10話「紅鬼大人死す!!」（1976年）
  - 第25話「地獄の復讐鬼・紅鬼大人」（1977年）
- そば屋梅吉捕物帳 第16話「浅間の煙よ男の命」（1980年） - 虚無僧

### 映画
- ゴキブリ刑事（1973年、東宝） - 海辺の殺し屋
- 蒼い日々（1975年、アルファプロダクション） - トージョー